# 古今の神々
『古今の神々』はHBO(日本ではスター・チャンネルが放送)のファンタジー・ドラマ・シリーズである『ゲーム・オブ・スローンズ』の第2章『王国の激突』の第6話である。ヴァネッサ・テイラーによって、原作『王狼たちの戦旗』に基づいて脚本が書かれ、 デヴィッド・ナッターが監督した。
タイトルは、〈北部〉で信仰される〈古の神々〉と、ウェスタロスの残りの地域で信仰される新しい神々である〈七神正教〉に言及したものである。
シオンはウィンターフェルを奪取する。ジョン・スノウはイグリットを捕えるが、本隊から離れてしまう。ミアセラはドーンに送られる。ジャクェン・フ=ガーがアリアの頼みでエイモリー・ローチを殺す。デナーリスの部下が殺され、ドラゴンが盗まれる。

## あらすじ

### ウィンターフェル
〈トーレンの方塞〉を捨て駒として使った後、シオン・グレイジョイ(アルフィー・アレン)はウィンターフェルを奪取する。ウィンターフェルのプリンスにして領主であると宣言し、城の人々を傷つけないと約束して、現在の領主であるブラン(アイザック・ヘンプステッド＝ライト)の降伏を引き出す。だが、サー・ロドリックがウィンターフェルの外で捕えられてシオンの前に引き出された時、シオンを軽蔑して唾を吐きかけたため、面目を保つために自らロドリックを処刑しなければならなくなる。剣の一振りで殺すことができず、何度も無様に切りつけなくてはならない。〈野人〉の召使オシャ(ナタリア・テナ)はシオンを誘惑し、自由のために体を投げ出す。だがそれは、ブランとリコンをホーダーと共にウィンターフェルから連れ出すための計略である。

### 〈西部〉
ロブ・スターク(リチャード・マッデン)は戦場で再び治療者タリサ(ウーナ・チャップリン)に会う。二人が話している時、キャトリン(ミシェル・フェアリー)が陣に到着する。ロブがタリサに魅かれていることに気づき、ロマンスを求める立場ではないことを念押しする。ウォルダー・フレイ公が軍勢に河を渡らせた代償として、ロブはフレイ家の娘と結婚する約束をしていた。シオンがウィンターフェルを奪取し、サー・ロドリックを処刑した知らせが届く。怒りに駆られて、ロブはウィンターフェルを取り戻すと宣言する。だが、ルース・ボルトン(マイケル・マケルハットン)は、ここで北に帰ればラニスター家から勝ち取ったすべてを失うことになると言う。ボルトンは、ロブの代わりに自分の落とし子のラムジーをウィンターフェルに送ろうと申し出る。ロブはしぶしぶ受け入れるが、裏切りの理由を理解してから自ら処刑するとして、シオンを生け捕りにするよう要求する。

### 〈壁〉の向こう側
クォリン・ハーフハンド率いる一隊は〈野人〉の見張りに近づき襲う。ジョン・スノウ(キット・ハリントン)が捕えた女イグリット(ローズ・レスリー)を除くすべての〈野人〉は殺される。イグリットが膨れ上がる〈野人〉の軍を自慢した後、クォリンは本隊に戻る前にイグリットを殺すようジョンに命じる。だがジョンはイグリットを殺すことができず、躊躇する間にイグリットは逃げ出す。ジョンはイグリットに追いつき捕まえるが、仲間から離れてしまう。夜が急速に近づき、ジョンはひらけた場所で眠るほかなく、火を起こすことを拒否し、温かさを分け合おうというイグリットの求めに応じて、体を触れ合わせて寝る。

### キングズランディング
マーテル家との同盟のため、ミアセラ・バラシオンはドーンに送られる。ミアセラに別れを告げた後、王の一行が〈赤の王城〉に戻ろうとした時、王都の不穏さは限界を超える。ジョフリー王(ジャック・グリーソン)は顔に肥しを投げつけられ、怒りのあまり周りの民すべてを殺せと護衛に命じる。暴徒に追われ、王の一行は逃げ出さざるを得ない。ティリオン(ピーター・ディンクレイジ)は愚かなジョフリーに平手打ちを食わせ、状況を抑えようとするが、〈王の盾〉はティリオンに従おうとしない。安全な場所に入れず、サンサ(ソフィー・ターナー)は男たちに強姦されそうになるが、サンダー・”ハウンド”・クレゲイン(ロリー・マッキャン)に救われる。

### 〈ハレンの巨城〉
タイウィン・ラニスター公(チャールズ・ダンス)は、配下の愚かな騎士や銃騎兵たちが、宛先を間違えて重要な軍事情報をスターク家の支持者の手に渡してしまうことに憤る。タイウィンは、酌取りの娘アリア(メイジー・ウィリアムズ)がほとんどの騎士よりも字をよく読めることに気付き、アリアが石工の娘だと言っていたために訝る。ピーター・ベイリッシュ(エイダン・ギレン)が突然タイウィンの部屋を訪ねてきたとき、正体を隠し通すことが難しくなる。テーブルの側に控えてワインを注ぐよう言われ、アリアは顔をベイリッシュから隠そうとする。神経質になったアリアがワインをこぼした時、ベイリッシュは酌取りの娘に気を留める。だがアリアだと気付いたかどうかはわからない。後に、アリアが兄ロブに関する軍事命令を盗んだところをタイウィンの旗主のエイモリー・ローチが捕まえる。アリアは逃げ出し、 ラニスター家の守兵のふりを続けているジャクェン・フ=ガー(トム・ヴラシア)を見つける。ジャクェンがアリアに負っているはずの3つの命の2つ目として、即座にエイモリーを殺すよう嘆願する。エイモリーがタイウィンの部屋に入り、アリアの行動を報告しようとしたところ、首に毒矢を受けて倒れて死ぬ。

### 狭い海の向こう側
デナーリス・ターガリエン(エミリア・クラーク)は、クァースを指導する〈十三人組〉の一人である〈香辛料の王〉に会う。デナーリスは船をくれるよう懇願するも、熱意だけでは説得することができない。もてなし役のザロ・ゾアン・ダクソスの家に帰ると、クァース人の護衛と部族民(カラザール)が虐殺されている。死体の列はデナーリスの控えの間に続き、侍女のイリが殺され、ドラゴンは盗まれている。頭巾をかぶった謎の人物が、ドラゴンを塔に運ぶ。

## 製作

### 脚本
本エピソードは、脚本家チームに加わったヴァネッサ・テイラーが書いた2本のエピソードの二つ目である。脚本は原作小説『王狼たちの戦旗』の第39、41、42、47、52章に基づいている。また、冒頭で鉄諸島人がウィンターフェルを奪取するシーンは、3つの章-第51、57、67章-の内容が使われている。
原作との大きな違いには、ジョンがイグリットを処刑することを拒否した後でイグリットを解放しないところ、ロドリックとイリが殺されるところ(原作ではロドリックはしばらく生き残り、イリは第5部の最後でも生き残っている)、アリアが2番目の願いを使って、ウィーズ(ドラマには出てこない残酷な下働き)ではなくエイモリー・ローチを殺すところである。また、原作ではリード家の姉弟がブランとリコンのウィンターフェルからの脱出を手助けするが、ドラマでは姉弟はまだ出てこない。さらに、この段階ではクァースのストーリーは緩やかに原作には沿っているだけであり、デナーリスのドラゴンの盗難は、原作では全く起こらない。

### キャスティング
本エピソードでは、〈野人〉の女イグリットを演じるローズ・レスリーが登場する。プロデューサーたちは『ダウントン・アビー』での彼女の演技を見て、このスコットランド出身の女優の北部のアクセントが気に入った。レスリーはまた、舞台で殺陣の訓練も積んでいた。

### ロケーション

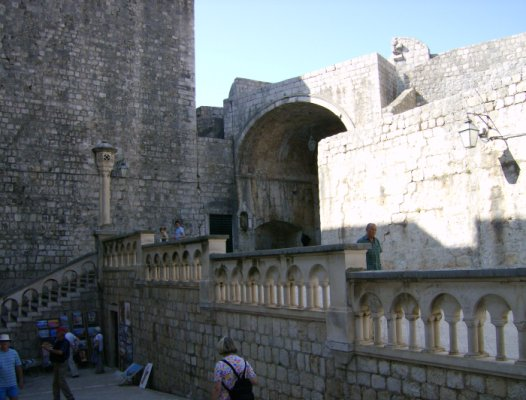
暴徒のシーンはクロアチアのドゥブロヴニクで撮影された

室内のシーンは、ベルファスト郊外のスタジオで撮影され、ウィンターフェルと〈ハレンの巨城〉のシーンは、北アイルランドの各地で撮影された。
極北部のシーンはアイスランドで撮影された。
ミアセラの出発のシーンはクロアチアのドゥブロヴニクの海岸で撮られ、その他キングズランディングの野外のシーン、およびクァースの〈香辛料の王〉のアトリウムのシーンも同じくドゥブロヴニクで撮影された。

## 評判

### 視聴率
初回放送は388万人に視聴され、同夜の再放送は83万人に視聴された。

### 賞
本エピソードは、プライムタイム・エミー賞のヘアスタイリング賞シングルカメラ・ドラマシリーズ部門にノミネートされ、メイクアップ賞シリーズ部門を受賞した。

## 参照
1. ↑  Kondolojy, Amanda. “Sunday Cable Ratings: NBA Playoffs + 'Game of Thrones', 'The Client List', 'Army Wives,' 'Khloe & Lamar', 'Mad Men' + More”. TV by the numbers. 2012年5月8日閲覧。
2. ↑  “Game Of Thrones”.   Emmys.com. 2013年3月5日閲覧。